# Poliptih iz cerkve sv. Ane v Kopru
Poliptih iz cerkve sv. Ane v Kopru sestavljajo oljne slike na platnu, ki jih je naslikal Cima da Conegliano, trenutno pa ga hranijo v Castello di San Giorgio kot del razstave Museo di Palazzo Ducale di Mantova.

## Zgodovina
Če je zgodovina precej skopa s podatki o delu, pa so njegove zgodovinske peripetije, začenši z njegovim nastankom, še posebej dobro dokumentirane. 
V začetku 20. stoletja je bila po zaslugi arhivskih raziskav Giuseppeja Caprina ugotovljena in objavljena korespondenca v zvezi s pogodbo[1]. Tako vemo, da so manjši bratje observanti (frančiškani) iz samostana svete Ane v Kopru poslali svojega prokuratorja Alviseja Grisonija, da izbere umetnike, ki bodo ustvarili sliko in običajni okrasni okvir. 18. aprila 1513 sta bili sklenjeni dve ločeni pogodbi: z Giambattistom Cimom za izvedbo slik, z Vittorejem da Feltre pa za izdelavo okvirja[2], ki naj bi bil izdelan do božiča istega leta[3].
Peter Humfrey meni, da je prokuratorjevo naročilo vključevalo tudi navodila za izvedbo dela po starem modelu poliptiha in ne kot eno samo veliko oltarno sliko, kar je bila v Benetkah uveljavljena navada. Seveda je moral sporočiti tudi izbiro svetnikov, ki naj bi bili predstavljeni. Poleg teh domnev pa zgodovinar ob podrobnejšem branju pogodb poudarja, da so ta pisma koristna za razjasnitev običajev, ki so jim bila zavezani beneški slikarji, ko so delali naročila za izvoz[4]. Dogovorjeni honorar je predvideval 70 dukatov za slike in 31 dukatov za okvir[5], pri čemer je bilo v pogodbi določeno, da vsak od mojstrov prejme vnaprej 10 dukatov. Cima se je dogovoril, da bo polovico preostalega zneska prejel ob koncu del, drugo polovico pa, ko bodo dela varno in zdravo dostavljena in nameščena. Dodatna klavzula je predvidevala končno oceno dela s strani strokovnjakov, ki sta jih imenovali obe stranki, da bi se lahko izplačalo končno plačilo. Humfrey iz tega sklepa, da so se prokurator ali bratje verjetno vrnili v Benetke, da bi nadzorovali delo in njegovo pošiljanje, da je avtor prevzel del tveganja, povezanega s prevozom, ter da so se pogosto uporabljala plačila na daljavo po kurirju. Nazadnje, ni nobenega dokaza, da bi morali umetniki kdaj oditi v Koper, da bi pregledali ali nadzorovali ponovno sestavljanje poliptiha[4].
Caprinova študija razkriva tudi nekatere spremembe dela do konca 19. stoletja: v začetku 18. stoletja so frančiškani vsem likom dodali avreole iz srebrnih ploščic, a ko so jih tatovi odnesli, so na sliki pustili vidne poškodbe; nekega dne je neki "klerik" poskušal očistiti Cimov podpis, tako da je skoraj izginil; leta 1878 je neki brat poskušal popraviti neuspešne prejšnje obnove[6].
Povojni dogodki, zaradi katerih je bila Istra dodeljena Jugoslaviji, so bili bolj zmedeni, tako da so nekateri umetnostni zgodovinarji nekaj časa menili, da je delo izgubljeno. Situacijo je še dodatno zapletlo dejstvo, da je bilo delo leta 1940 "evakuirano" v vilo Manini v Passarianu, da bi ga zaščitili pred morebitnimi tveganji spopadov, nato pa se je 15. novembra 1943 od tam vrnilo[7]. Nekaj let pozneje, v še vedno negotovih razmerah začasne uprave cone A in cone B, so se bratje odločili, da delo razdrejo in ga skupaj s približno šestdesetimi umetninami iz samostanskega kompleksa sv. Ane prenesejo v druge svoje samostane: najprej v samostan Santa Maria Maggiore v Trstu in nato leta 1946 ali 1947 v samostan San Francesco della Vigna v Benetkah[8]. Od tu so dela konec leta 1965 prepeljali v samostan San Francesco v Mantovi, poliptih pa je bil še vedno razdrt in je tako še nekaj let ostal v neprimernem okolju. Dejansko je frančiškanski predstojnik o prisotnosti umetnin takoj obvestil nadzorništvo, to pa je junija 1966 zaprosilo ministrstvo za pojasnila o njihovem pravnem statusu. Šele leta 1972 je bila sprejeta odločitev, da se dela prenesejo v bolj prijazno skladišče vojvodske palače[9]. Leta 1977 so začeli razmišljati o restavriranju Cimovega dela, ki so ga dve leti pozneje predali Centralnemu inštitutu za restavriranje. Restavracija slikovnih delov je bila končana leta 1981, poliptih pa je do leta 1992 ostal v Rimu. Ko se je vrnil v Mantovo, so obnovili leseno ogrodje in ga konec leta 1993 končno razstavili na sedanji lokaciji[10].
Kopija poliptiha je bila zadnja leta v oltarnem nastavku nad molitvenim korom, 3. 2. 2023 pa so jo preselili nazaj na izvorno mesto na glavni oltar.
Slovenski frančiškani in Republika Slovenija si že več desetletij prizadevajo, da bi poliptih vrnili na mesto, za katero je bil narejen, a doslej brez uspeha.

## Opis
Mojstrovino Cima da Conegliano in Vittoreja da Feltre sestavlja dvaindvajset kosov rezbarij in deset z oljem poslikanih tabel. Motiv je t. i. sacra conversatio med Marijo z Detetom in svetniki, kjer je Marija z Detetom ter angeli na osrednji ploskvi, na drugih ploskvah pa so upodobljeni svetniki. Okvir je v celoti pozlačen.